# 蠻獠嘯亂
蠻獠嘯亂是指唐將陈政、陳元光、陳珦三代接連征伐，平蠻獠嘯亂的事迹，未见于唐朝文献。从宋朝开始，碑刻和族谱所记载的集体想像中的蠻獠嘯亂（669年—715年）是一場唐朝與蠻獠的戰爭，起因為泉州（治所在今福州市鼓楼区）和潮州交界地带的蠻獠發起的一場反抗唐朝朝廷的叛乱。故事被後世小說家改寫成章回小說《平閩全傳》。
苏永前、黄向春认为，陈元光的平定蠻獠嘯亂事迹的民间叙事，是“华夏边缘”的人群为了塑造汉人正统性而构造的英雄祖先故事。更多的作者把后世地方志、碑刻和众多的族谱中关于陈元光传说，当作真实的历史事件，对陈元光的研究，集中在籍贯的考证。

## 经过
唐總章二年（669年），蠻獠作亂，朝议大夫、岭南行军总管陈政率领123名軍官與5600名府兵組成的遠征軍平亂。唐高宗儀鳳二年（677年）四月，陈政去世於任上。
陈政去世之後，部眾立陈政之子陳元光為主帥，陳元光平定廣東起义军首领陳謙與「蠻僚」首領苗自成、雷萬興等发动的「寇亂」，被朝廷晋升为為正議大夫、嶺南行軍總管。仪凤年间，崖山人陈谦攻陷冈州（今广东江门市新会区），东进粤闽交界之处，遍掠城邑，潮州刺史常怀德倚重陳元光。高士廉之孙高琁嗣爵申国公，贬为循州（今广东惠州市）司马。永隆二年（681年），高琁受命专征、招慰，令陈元光击降潮州盗寇。當時今漳州之地位于泉州和潮州交界地带，「地極七閩，境連百粵」，是少數民族與漢族混居的區域。陳元光認為僅憑武力鎮壓是「兵革徒威於外，禮讓乃格其心」，而且「誅之不可勝誅，徙之則難以盡徙」，「功愈勞而效愈寡」。於是呈請武后在泉州、潮州之間設郡縣，以加強統治。
垂拱二年（686年），武后命在綏安縣建漳州，轄漳浦、懷恩二縣，以陳元光為漳州刺史兼漳浦縣令，陳元光平定閩粵三十六寨，建堡屯兵，興辦學校，招撫番人，北至泉州，南至潮州，西至贛州，社會安定，百姓安居樂業。陳元光的中原軍隊，也把先進的農業耕作技術引入漳州，並督促民眾種植稻米、麻、荔枝、龍眼、花卉等。传说，陈元光有6名大将，称「六輔將軍」，分別是：輔昭將軍許天正、輔信（一作輔勝）將軍李伯瑤、輔順將軍馬仁、輔義將軍倪聖分、輔顯將軍沈毅、輔美將軍沈世紀。
景雲二年（711年），苗自成、雷萬興之子興兵復仇，於潮州聚眾反抗朝廷，陳元光聞訊，率輕騎突襲，但因援兵晚到，陷入圍中，被蠻將藍奉高用刀刺傷，撤退途中，重傷不治。漳州百姓設香案祭祀，為之哀號，如喪考妣。先天元年（712年）陳珦繼任漳州刺史，丁憂。
开元三年（715年），陳珦率兵發動夜襲，擊破蠻獠，誅藍奉高，亂事平定。

## 相关研究
厦门大学民间历史研究中心黄向春认为，东南区域社会文化史是由汉人“南迁”与土著“汉化”这两条线索所构成的，流布东南的英雄祖先陈元光的平蠻獠嘯亂故事，创造了身处“华夏边缘”的人群与汉人正统性的连接。
黄向春指出，新、旧《唐书》并无陈元光平蠻獠嘯亂之记载；最早关于陈元光的记述虽始于宋，但其时已有人质疑；陈元光传说流行地区出身的宋代知名学者刘克庄，所著《漳州谕畲》一文，详细记述平定漳州“畬民”寇乱的过程，在对“卓侯”等人平畲功绩作比照历史的评价时，也未提及陈元光。陈元光事迹的详情初载于明代中叶黄仲昭所纂《八闽通志》，之后的历修方志也多有记载，而且时间越晚，记载就越详细，明显有虚构故事重构祖先的历史记忆的迹象。
黄向春研究了唐宋以后，东南地区的“蛮僚”、“畲民”、“土人陷畲者”逐步被官府征剿、招抚成为“版籍民”，豪酋社会演变为家族社会的过程。黄向春认为，人们为了契合身份转变并与整个地方社会的转变相适应，通过重构祖先的“历史”，来合理化其社会“现实”，并以之为基础展开一系列新的文化实践（如祖先祭祀、神明崇拜等）。以“南来－征蛮”的“陈元光英雄祖先”为叙事核心的族源传说，正是在这一背景下被创造出来并广为流传的。
苏永前认为，陈元光“开漳”传说是民间叙事中的集体想像。苏永前借助于文化人类学视角，将陈元光“开漳”传说作为一种“文化文本”进行重新观照。他认为，作为叙事主体的闽南地区中原移民，在“开漳”传说中充分显现了集体想像的两极：对自我的圣化、神化与对他者的非人化与妖魔化；其本质，则是话语权力在民间叙事中的彰显。从政治地理看，陈元光“开漳”传说在闽南地区的产生与传播，则是族群认同的主观结果。